# Acalypta vanduzeei
Acalypta vanduzeei är en insektsart som beskrevs av Drake 1928. Acalypta vanduzeei ingår i släktet Acalypta och familjen nätskinnbaggar. Inga underarter finns listade i Catalogue of Life.